# Victoria College
 (mars 2021).
La mise en forme du texte ne suit pas les recommandations de Wikipédia : il faut le « wikifier ».
Les points d'amélioration suivants sont les cas les plus fréquents :
- Les titres sont pré-formatés par le logiciel. Ils ne sont ni en capitales, ni en gras.
- Le texte ne doit pas être écrit en capitales (les noms de famille non plus), ni en gras, ni en italique, ni en « petit »…
- Le gras n'est utilisé que pour surligner le titre de l'article dans l'introduction, une seule fois.
- L'italique est rarement utilisé : mots en langue étrangère, titres d'œuvres, noms de bateaux, etc.
- Les citations ne sont pas en italique mais en corps de texte normal. Elles sont entourées par des guillemets français : « et ».
- Les listes à puces sont à éviter, des paragraphes rédigés étant largement préférés. Les tableaux sont à réserver à la présentation de données structurées (résultats, etc.).
- Les appels de note de bas de page (petits chiffres en exposant, introduits par l'outil «  Source ») sont à placer entre la fin de phrase et le point final[comme ça].
- Les liens internes (vers d'autres articles de Wikipédia) sont à choisir avec parcimonie. Créez des liens vers des articles approfondissant le sujet. Les termes génériques sans rapport avec le sujet sont à éviter, ainsi que les répétitions de liens vers un même terme.
- Les liens externes sont à placer uniquement dans une section « Liens externes », à la fin de l'article. Ces liens sont à choisir avec parcimonie suivant les règles définies. Si un lien sert de source à l'article, son insertion dans le texte est à faire par les notes de bas de page.
- La présentation des références doit suivre les conventions bibliographiques. Il est recommandé d'utiliser les modèles {{Ouvrage}}, {{Chapitre}}, {{Article}}, {{Lien web}} et/ou {{Bibliographie}}. Le mode d'édition visuel peut mettre en forme automatiquement les références.
- Insérer une infobox (cadre d'informations à droite) n'est pas obligatoire pour parachever la mise en page.

Pour une aide détaillée, merci de consulter Aide:Wikification.
Si vous pensez que ces points ont été résolus, vous pouvez retirer ce bandeau et améliorer la mise en forme d'un autre article.
Victoria College (Jèrriais : Lé Collège dé Victoria) est une école à Saint-Hélier, Jersey pour les garçons âgées entre 7 et 18 ans. Fondée en 1852, le collège porte le nom de la reine Victoria. Il est administré par le Gouvernement de Jersey. École payante et membre du Conférence des Principals du Royaume-Uni (Headmaster's and Headmistresses' Conference), Victoria College est souvent qualifiée d'école privée, bien qu'elle soit fournie par le gouvernement.
L'école est sélective, ce qui signifie que les futurs élèves doivent passer un examen d'entrée. L'école facture 2 060 £ par trimestre (2020/21), avec trois trimestres par année scolaire, et a été notée comme étant la septième école de jour la moins chère de la HMC en 2014. L'école secondaire compte environ 650 garçons âgés de 11 à 18 ans, et 250 autres garçons âgés de 7 à 11 ans à l'école préparatoire associée, qui a été créée en 1966.

## Gouvernance

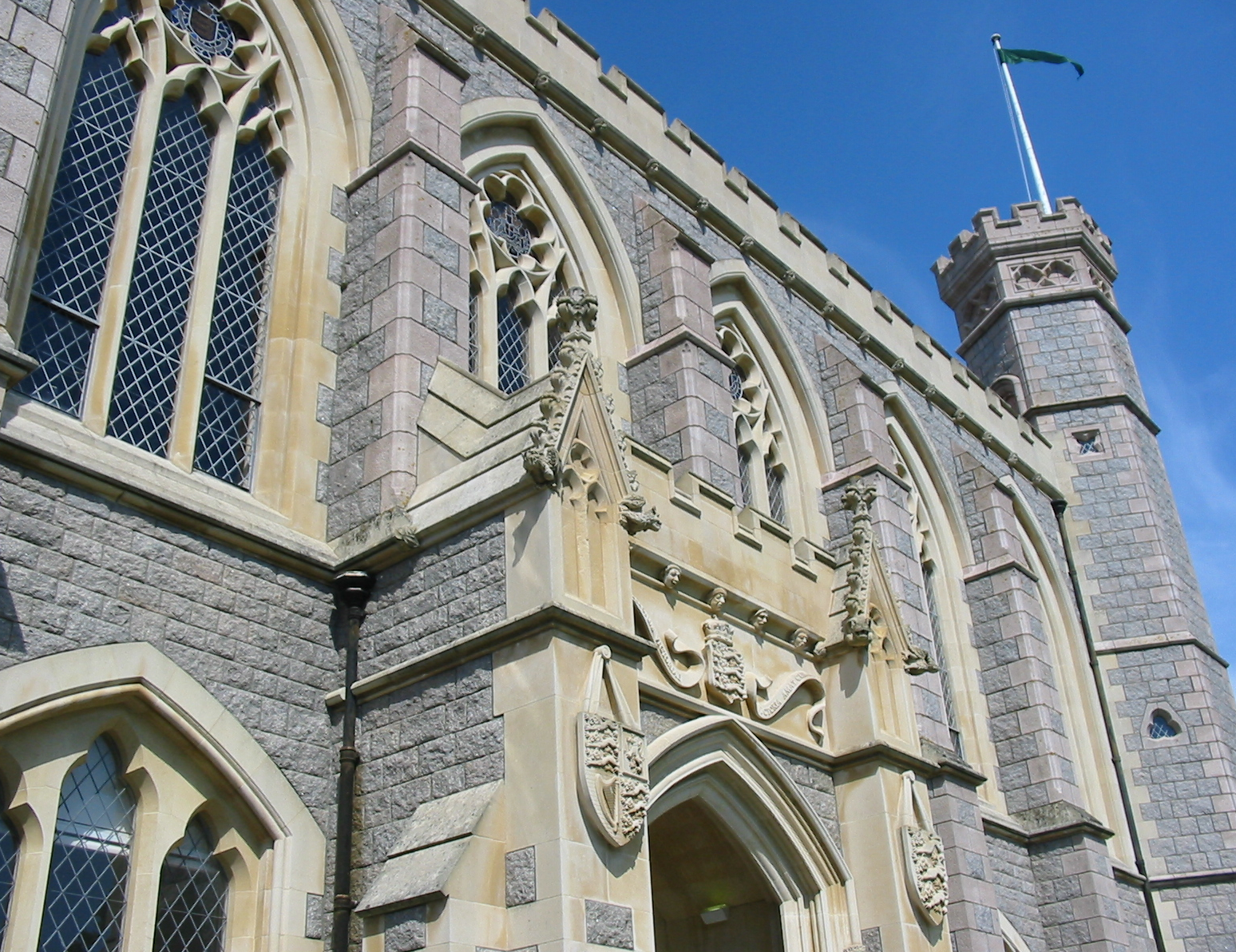
Une photographie du bâtiment le plus ancien du collège en 2007

L'école appartient au Gouvernement de Jersey et est dirigée par un conseil d'administration composé de parents et gouverneurs invités et membres du personnel.
Tous les membres du personnel, y compris le directeur de l'école, sont des employés du Département CYPES du Gouvernement Jersey, un département ministérielle du Gouvernement.

## Activités parascolaires

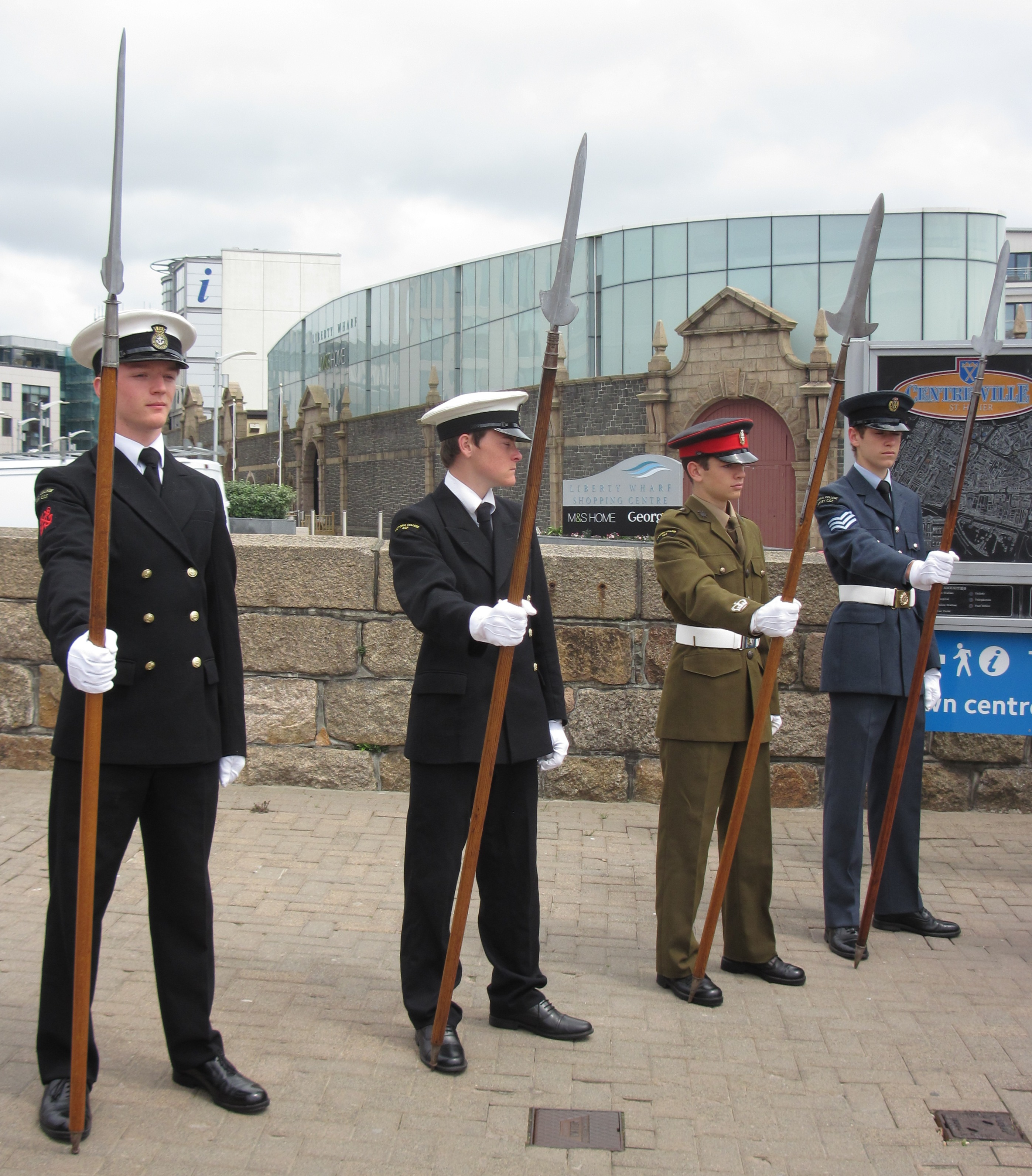
Les cadets du Collège Victoria commémorant L'Appel du 18 juin

Un large éventail d'activités parascolaires est proposé à l'école. Les élèves participent à une gamme d'événements sportifs, artistiques, musicaux et locaux, ainsi qu'à la force combinée des cadets (Combined Cadet Force, CCF) - similaire aux Cadets de la Défense de la France - de l'école. Les étudiants participent également au programme du Prix du duc d'Édimbourg.

## Site de l'école

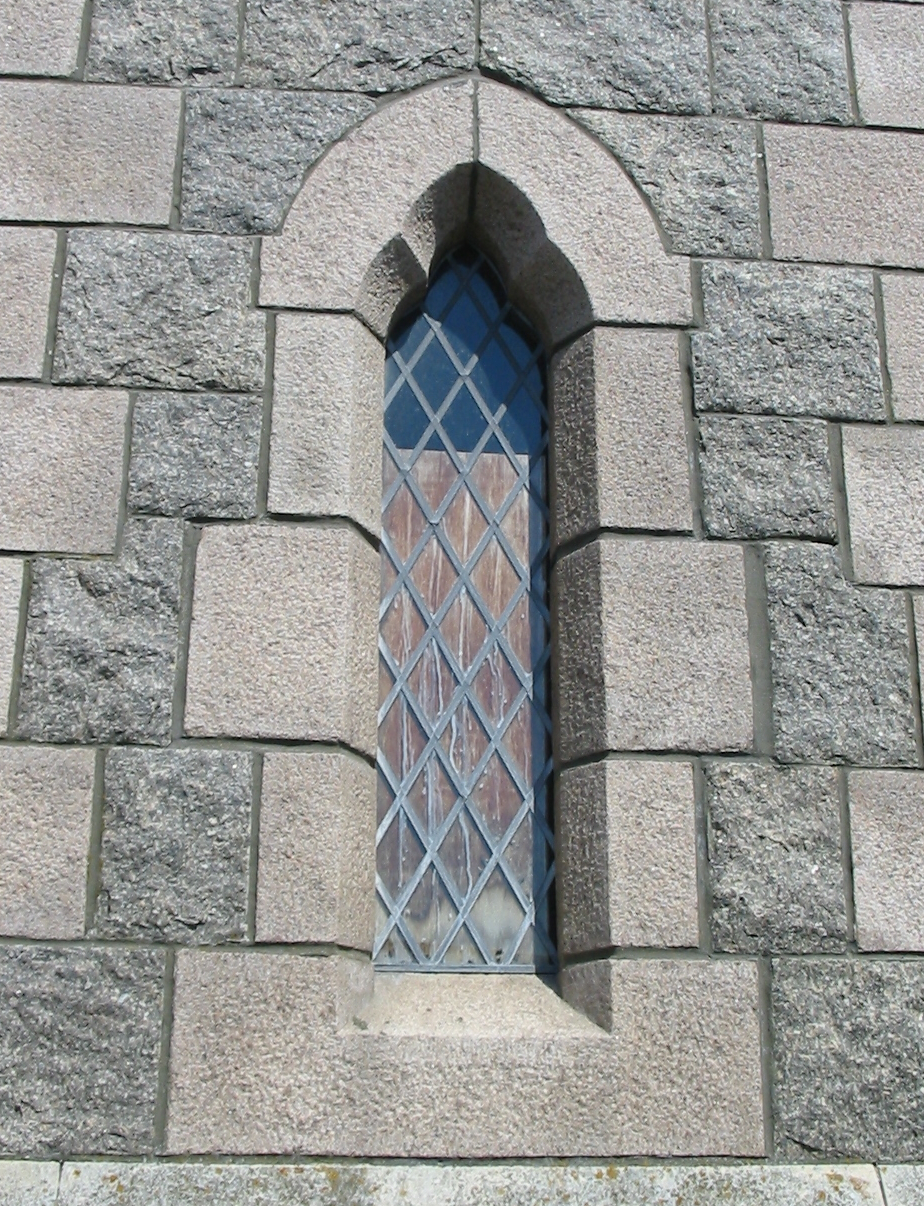
Vitrail du Victora College

L'école se situe en haut du Mont Plaisant et du Mont Milliais à l'est de Saint-Hélier, en face de la Côte d'Émeraude. Le bâtiment principal néo-gothique, achevé en 1852, reste en usage et abrite la grande salle, les bibliothèques et les zones administratives. De nouveaux développements comprenant des salles de classe, un centre de musique, une suite scientifique, une suite de design et de technologie, des suites informatiques, un théâtre et un centre de sixième forme entourent le bâtiment historique. L'école partage certaines de ses installations avec la Jersey College for Girls située sur le site adjacent.

## Anciens notables
Les anciens élèves de l'école sont souvent appelés Old Victorians. Les anciens élèves notables de l'école dans l'armée comprennent cinq détenteurs de la Croix de Victoria, Henry William Pitcher, William Bruce, Allastair McReady-Diarmid, et les frères Reginald et Euston Sartorius.

## Principaux

### XIXesiècle
- William Henderson (1852–1862)
- CJ Wood (1862–1863)
- Adj Cleave (1863–1881)
- Robert Halley Chambers (1881–1892)
- George Stanley Farnell (1892–1895)
- Lester Vallis Lester-Garland (1896–1911)[10]

### XXesiècle
- AH Worral (1911-1933)
- GH Grummit (1933-1940)
- Percy Albert "Pat" Tatam (par intérim; 1940-1945)
- Ronald Postill (1946-1967)
- Martin Devenport (1967–1991)
- Brian Vibert (par intérim; 1991–1992)
- Jack Hydes (1992–1999)
- Philip Stevenson (par intérim; 1999-2000)

### XXIesiècle
- Robert "Bob" Cook (2000–2010)[11]
- Alun Watkins (2010-présent)